# جزيرة ديفيد
جزيرة ديفيد (66 ° 25′S 98 ° 46′E) هي جزيرة مغطاة بالجليد، يبلغ طولها 10 أميال (16 كم) وعرضها 6 أميال (10 كم)، وتتميز بالتعرض للصخور على طول جانبيها الشمالي والشرقي. اكتشفت في نوفمبر 1912 من قبل فرقة القاعدة الغربية لبعثة أنتاركتيكا الأسترالية (AAE) تحت قيادة موسون، وأطلق عليه اسم البروفيسور السير تي. ديفيد هانت، عضو اللجنة الاستشارية AAE.

## راجع أيضًا
- بالدوين روكس
- قائمة جزر أنتاركتيكا